# Папенхузен
Папенхузен (нем. Papenhusen) — община в Германии, в земле Мекленбург-Передняя Померания.
Входит в состав района Северо-Западный Мекленбург. Подчиняется управлению Шёнбергер Ланд. Население составляет 319 человек (на 31 декабря 2010 года). Занимает площадь 13,83 км².